# Enrico Colantoni
Enrico Colantoni (n. 14 februarie 1963) este un actor canadian. Este cunoscut pentru rolul lui Elliot DiMauro în sitcomul Just Shoot Me!, pentru rolul Keith Mars în serialul Veronica Mars, dar si pentru rolul Carl Elias din serialul Person of interest. El a avut, de asemenea, roluri în filme precum: The Wrong Guy, Galaxy Quest și A.I. Artificial Intelligence și a apărut ca invitat în Monk, Numb3rs, Stargate SG-1 și Bones. 

## Filmografie
| Anul        | Titlu                                                  | Rol                     | Note                   |
| Televiziune | Televiziune                                            | Televiziune             | Televiziune            |
| ----------- | ------------------------------------------------------ | ----------------------- | ---------------------- |
| 2010        | Bones                                                  | Micah, Paznic           | 1 episod               |
| 2008        | My Beautiful Mistake                                   | Gino                    |                        |
| 2008        | Flashpoint                                             | Sgt. Gregory Parker     | principal, 44 episoade |
| 2008        | ZOS: Zone of Separation                                | Speedo Boy              |                        |
| 2008        | Weather Girl                                           | George                  |                        |
| 2008        | Céline                                                 | Rene                    |                        |
| 2008        | Brothers & Sisters                                     | Evan                    | 1 episod               |
| 2007        | Numb3rs                                                | Ben                     | 1 episod               |
| 2007        | C.S.I: Crime Scene Investigation                       | Preston                 | 1 episod               |
| 2007        | The Happiest Day of His Life                           |                         |                        |
| 2006        | 8th Annual Family Friendly Awards                      | el însuși               |                        |
| 2006        | 10th Annual Prism Awards                               | el însuși               |                        |
| 2005        | I Love the '90s: Part Deux                             | el însuși               |                        |
| 2004–2007   | Veronica Mars                                          | Keith Mars              | regular, 64 episoade   |
| 2002, 2004  | Kim Possible                                           | Dr. Cyrus Bortel        | 2 episoade             |
| 2004        | Monk                                                   | Joe Christie            | 1 episod               |
| 2004        | Century City                                           | Frank Summers           | 1 episod               |
| 1997–2003   | Just Shoot Me!                                         | Elliot DiMauro          | regular, 149 episoade  |
| 2003        | Stargate SG-1                                          | Burke                   | 1 episod               |
| 2003        | 1-800-Missing                                          | Charles Denton          | 1 episod               |
| 2003        | Justice League                                         | Glorious Gordon Godfrey | 2 episoade             |
| 2003        | Whoopi                                                 | Victor                  | 1 episod               |
| 2003        | Expert Witness                                         |                         |                        |
| 2002        | Playboy: Inside the Playboy Mansion                    | el însuși               |                        |
| 2002        | The Wayne Brady Show                                   | el însuși               | 1 episo                |
| 2001        | James Dean                                             | Elia Kazan              |                        |
| 2001        | The Outer Limits                                       | Michael Burr            | 1 episod               |
| 1998–2001   | Hollywood Squares                                      | el însuși               | 4 episoade             |
| 2000        | 3rd Rock from the Sun                                  | Frank                   | 1 episod               |
| 1998        | NBC Must See TV Preview with the Cast of Just Shoot Me | el însuși               |                        |
| 1997        | Cloned                                                 | Steve Rinker            |                        |
| 1997        | Life's Work                                            | Marty Cranepool         | 1 episod               |
| 1995        | Hope and Gloria                                        | Louis Utz               |                        |
| 1994–1995   | NYPD Blue                                              | Danny Breen             | 2 episoade             |
| 1994        | New York Undercover                                    | David Kinsoling         | 1 episod               |
| 1994        | Law & Order                                            | Ron Blocker             | 1 episod               |
| 1989        | The More You Know                                      | el însuși               |                        |
| 1987        | Friday the 13th                                        | Adrian                  | 1 episod               |
| 1987        | Night Heat                                             | Rico Colantoni          | 1 episod               |
| Filme       |                                                        |                         |                        |
| 2008        | Sherman's Way                                          | D.J.                    |                        |
| 2008        | My Mom's New Boyfriend                                 | Enrico the Chef         |                        |
| 2004        | Criminal                                               | Bookish Man             |                        |
| 2003        | The Vest                                               | Dad                     |                        |
| 2002        | NBC's Funniest Outtakes                                | el însuși               |                        |
| 2002        | Full Frontal                                           | Arty/Ed                 |                        |
| 2002        | The First $20 Million Is Always the Hardest            | Francis Benoit          |                        |
| 2002        | Frank McKlusky, C.I.                                   | Scout Bayou             |                        |
| 2001        | Artificial Intelligence: A.I.                          | The Murderer            |                        |
| 1999        | Galaxy Quest                                           | Mathesar                |                        |
| 1999        | Stigmata                                               | preotul Dario           |                        |
| 1998        | Divorce: A Contemporary Western                        | Barry                   |                        |
| 1998        | Screwed: A Hollywood Bedtime Story                     | Jack Driscoll           |                        |
| 1997        | The Wrong Guy                                          | Creepy Guy              |                        |
| 1997        | The Member of the Wedding                              | Mr. Addams              |                        |
| 1996        | Albino Alligator                                       | Agent #3                |                        |
| 1995        | Money Train                                            | Dooley                  |                        |